# Vellozia sessilis
Vellozia sessilis là một loài thực vật có hoa trong họ Velloziaceae. Loài này được L.B.Sm. ex Mello-Silva miêu tả khoa học đầu tiên năm 1997.